# Konstytucja marcowa (Austria)
Konstytucja marcowa (zwana też ołomuniecką, od miejsca jej nadania) – popularne określenie konstytucji oktrojowanej Austrii nadanej patentem cesarza Franciszka Józefa I w marcu 1849 (została ogłoszona 7 marca, nosiła datę 4 marca), formalnie obowiązującej do 31 grudnia 1851, faktycznie przez cały ten okres zawieszonej (nigdy nie weszła w życie).
Nadanie konstytucji marcowej stanowiło wyraźną reakcję austriackich kół rządowych wobec wypadków Wiosny Ludów w Cesarstwie Austriackim. Wraz z jej nadaniem został rozwiązany obradujący w Kromieryżu sejm, powołany w 1848 w celu opracowania projektu konstytucji. Projekt ten zakładał ograniczenie władzy centralnej na rzecz szerokiej samodzielności poszczególnych prowincji monarchii (szczególnie Węgier), co nie było na rękę cesarzowi i rządowi. Nadanie konstytucji marcowej, niepochodzącej od sejmu, a oktrojowanej, oraz oznaczającej odejście od federalistycznych założeń sejmowych (choć cesarz w tym momencie nie mógł pozwolić sobie na całkowite zerwanie z ideami sejmu kromieryskiego) zaostrzyło konflikt wewnętrzny w Austrii, w szczególności wywołało ostateczny rozłam z Węgrami, których odrębność konstytucja likwidowała. W efekcie krótko potem Węgry ogłosiły niepodległość. Duży wkład w powstanie konstytucji miał były gubernator Galicji, a ówczesny minister spraw wewnętrznych Franz Stadion.
Konstytucja, choć uwzględniała w pewnej mierze demokratyczne prawa obywatelskie, przewidywała dużą centralizację państwa. Oddzielne ustawodawstwo węgierskie (z konstytucją na czele) zostało uchylone, a Węgry stawały się zwyczajnym krajem koronnym (zresztą podzielone, osobną prowincją miał być m.in. Siedmiogród). Poszczególne prowincje austriackie co prawda miały dysponować swoim organem samorządowym w postaci sejmów krajowych, jednak ich kompetencje w praktyce zawężono do spraw kultury krajowej. Organem centralnym obok cesarza i rządu miał być dwuizbowy parlament o kompetencjach ustawodawczych (Reichstag). Jego Izba Wyższa (Oberhaus) miała się składać z delegatów wybieranych przez sejmy krajowe (po dwóch posłów z każdego sejmu oraz dodatkowi deputowani wybierani przez sejmy spośród osób wypełniających bardzo wysoki cenzus majątkowy). Izba Niższa (Unterhaus) miała pochodzić z wyboru (czynne prawo wyborcze uzależnione było od cenzusu majątkowego). Reichstag miał się zbierać raz do roku, a w okresie pomiędzy jego obradami nieograniczone prawo ustawodawstwa tymczasowego w sprawach „nagłej potrzeby” należało do cesarza. Miała też istnieć Rada Państwa (Reichsrat), której członkowie mieli pochodzić z wyboru cesarskiego, posiadająca jednak tylko kompetencje doradcze. 
Konstytucja marcowa nigdy nie weszła w życie. Mimo iż mocno w niej podkreślano, że cała władza pochodzi od cesarza, który ma szeroką kontrolę nad sferą ustawodawczą i pełnię władzy wykonawczej, stanowiła w oczach cesarza i rządu i tak zbyt duże ograniczenie władzy centralnej. Przewidzianych w niej instytucji parlamentu i sejmów krajowych nie powołano. Początkowo obowiązywanie konstytucji było zawieszone z uwagi na przedłużający się stan wyjątkowy, natomiast 31 grudnia 1851 (gdy sytuacja w kraju była już opanowana i można było bez uszczerbku wycofać się z wcześniejszych ustępstw) została formalnie uchylona przez cesarza „patentem sylwestrowym”, otwierając w ten sposób okres neoabsolutystycznych rządów tzw. „ery Bacha”.